# De valse Basuras
De valse Basuras  is een verhaal uit de Belgische stripreeks Harry Humus van Danny De Haes.
Het verhaal verscheen voor het eerst in Gazet Van Antwerpen in 1990, als nummer 3 in de reeks.
Aanvankelijk was het album bedoeld als een volwaardige cross-over tussen de stripreeksen Harry Humus en Piet Pienter en Bert Bibber. De samenwerking tussen De Haes en Pom verliep echter stroever dan verwacht, waardoor al snel van dit idee werd afgestapt. Het werd uiteindelijk een verhaal in de Harry Humusreeks, met een cameo van Piet, Bert en Susan uit Piet Pienter en Bert Bibber op de eerste bladzijde. De stroeve samenwerking bij dit verhaal zorgde er dan ook voor dat Pom, na het maken van zijn laatste twee verhalen Vakantie in Pandorra en Susan bij de Knobbelgilde, zijn reeks niet aan De Haes overdroeg, wat hij aanvankelijk wel van plan was.

## Personages
- Harry Humus
- Katy
- Familie De Beer
- Calvo Canica
- Placido
- Domingo
- Señor Gorro De Baño
- Señor Pepino Rojo
- Piet Pienter
- Bert Bibber
- Susan

## Albumversies
De valse Basuras verscheen in 2004 als album bij Brabant Strip. In 2014 gaf uitgeverij Uitgeverij 't Mannekesblad het album opnieuw uit.